# Torrent de la Cua de la Guilla
El torrent de la Cua de la Guilla és un torrent del terme municipal de Granera, al Moianès.

El Torrent de la Cua de la Guilla, respecte del terme de Granera

Està situat a prop de l'extrem oriental del terme, just al nord de la carena que acull les masies del Calbó i el Carner. Es forma al nord-est de la masia del Calbó per la unió de diversos torrents de muntanya, el principal del qual és el torrent del Sot del Calbó. Des d'aquest lloc s'adreça cap al nord-oest, per anar traçant un arc convex cap al nord; passa a migdia de la carretera BV-1245 fins que al nord-est del Marcet s'aboca en la riera del Marcet just a migdia del Pont del Marcet.